# Aurangabad
Aurangabad (औरंगाबाद) este un oraș întemeiat în anul 1610 sub numele de „Kirki”, este situat în statul federal Maharashtra, India.